# Tercera Federación Femenina de España 2023-24
La Tercera Federación Femenina de España 2023-24 es la segunda edición de la Tercera Federación Femenina de España de fútbol o Tercera Federación FutFem, siendo la cuarta categoría nacional e inmediatamente inferior a la Segunda Federación FutFem. De estatus semiprofesional y organizado por la Real Federación Española de Fútbol, comenzó el 4 de septiembre de 2023.
En esta competición participan 96 equipos, repartidos en 6 grupos de 16 equipos cada uno y distribuidos por proximidad geográfica.

## Equipos  participantes
| Grupo I                | Grupo II                 | Grupo III              |
| ---------------------- | ------------------------ | ---------------------- |
| Lóstrego CF Gondomar   | SD Eibar "B"             | A. D. Son Sardina      |
| Deportivo Abarca "B"   | Bizkerre F. T. "B"       | Atlético Baleares "B"  |
| U. D. Mos              | Añorga K. K. E.          | U. D. Collerense       |
| Victoria C. F.         | CD Salamanca FF          | Fundación UE Cornellá  |
| Sárdoma C. F.          | Oiartzun K. E.           | C. E. Sant Gabriel     |
| Victoria F. C.         | S. D. San Ignacio        | C. F. Igualada         |
| Peluquería Mixta Friol | CD Arratia               | C. D. Riudoms          |
| Umia C. F.             | Burgos CF                | Vic Riuprimer Refo     |
| CD Lugo Femenino       | Tolosa C. F.             | C. E. Seagull Badalona |
| Real Oviedo "B"        | UD Logroñés              | AEM Lleida "B"         |
| Sporting de Gijón "B"  | CD Parquesol             | C. D. Fontsanta Fatjó  |
| Real Avilés CF A       | C. D. Monte              | Zaragoza C. F. F. "B"  |
| Gijón F. F.            | CA Fundación Osasuna "C" | C. D. Valdefierro      |
| C. D. Olímpico de León | U. D. Mutilvera          | Stadium Casablanca     |
| UD Llanera Femenino    | Mulier FCN               | Villarreal CF "B"      |
| CD Bovedana Femenino   | Berriozar CF             | Rayo Vallecano "B"     |

| Grupo IV                   | Grupo V                 | Grupo VI                             |
| -------------------------- | ----------------------- | ------------------------------------ |
| C. F. Pozuelo de Alarcón   | Futbolellas CF          | UD Geneto Femenino                   |
| Fundación Albacete "B"     | Las Rozas C. F.         | U. D. La Palma Tarsa                 |
| U. D. Almería              | Cádiz C. F.             | CD Firgas                            |
| Madrid C. F. F. "C"        | Granada C. F. "B"       | UD San Antonio Pureza                |
| C. F. La Nucía             | A. D. F. La Rambla      | Atlético Unión de Güímar             |
| A. D. Villaviciosa de Odón | Ciudad Alcalá CF        | CD Alenes                            |
| Levante U. D. "C"          | CFF Olympia Las Rozas   | Fundación Canaria C. D. Tenerife "B" |
| Real Betis B               | FC Málaga City          | C. D. Argual                         |
| Dínamo de Guadalajara      | C. D. Samper            | C. D. Peña La Amistad                |
| EMF Fuensalida             | Sevilla F. C. "B"       | C. F. Unión Viera "B"                |
| Alhama CF El Pozo "B"      | CD Castellón            | C. F. Las Majoreras                  |
| CF SPA Alicante            | San Fernando CDI SAD    | C. F. Achamán Santa Lucía            |
| U. D. Aldaia C. F.         | C. D. Oceja             | FC Puerto del Carmen                 |
| Torrelodones C. F.         | Extremadura CF Femenino | C. D. Orientación Marítima           |
| Mislata C. F.              | Sport Extremadura CD    | CD Cardonés                          |
| Murcia Féminas             | Féminas Don Benito FC   | Panadería Pulido San Mateo CF        |

| Ascenso a Segunda Federación Femenina. Descenso a categorías regionales. Retirado de la competición. |

## Grupo 1

### Clasificación
| Pos. | Equipo                   | Pts. | PJ | G  | E  | P  | GF | GC | Dif. |                                       |
| ---- | ------------------------ | ---- | -- | -- | -- | -- | -- | -- | ---- | ------------------------------------- |
| 1    | Real Avilés C. F. (C, A) | 75   | 30 | 24 | 3  | 3  | 74 | 18 | +56  | Campeón, Ascenso a Segunda Federación |
| 2    | Deportivo Abanca "B"     | 72   | 30 | 23 | 3  | 4  | 88 | 31 | +57  |                                       |
| 3    | C. D. Olímpico de León   | 58   | 30 | 17 | 7  | 6  | 82 | 40 | +42  |                                       |
| 4    | Sárdoma C. F.            | 54   | 30 | 16 | 6  | 8  | 68 | 38 | +30  |                                       |
| 5    | Lóstrego C. F.           | 54   | 30 | 17 | 3  | 10 | 53 | 38 | +15  |                                       |
| 6    | U. D. Mos                | 47   | 30 | 13 | 8  | 9  | 57 | 37 | +20  |                                       |
| 7    | Victoria F. C.           | 45   | 30 | 14 | 3  | 13 | 46 | 46 | 0    |                                       |
| 8    | Peluquería Mixta Friol   | 43   | 30 | 14 | 7  | 9  | 62 | 48 | +14  |                                       |
| 9    | C. D. Bovedana           | 34   | 30 | 8  | 10 | 12 | 39 | 54 | −15  |                                       |
| 10   | Real Oviedo Femenino "B" | 31   | 30 | 8  | 7  | 15 | 35 | 60 | −25  |                                       |
| 11   | R. Sporting de Gijón "B" | 30   | 30 | 8  | 6  | 16 | 44 | 55 | −11  |                                       |
| 12   | Victoria C. F.           | 30   | 30 | 7  | 9  | 14 | 29 | 45 | −16  |                                       |
| 13   | C. D. Lugo               | 29   | 30 | 8  | 5  | 17 | 29 | 65 | −36  |                                       |
| 14   | Umia C. F. (D)           | 23   | 30 | 7  | 2  | 21 | 29 | 75 | −46  | Descenso a Regional                   |
| 15   | Gijón F. F. (D)          | 22   | 30 | 4  | 10 | 16 | 33 | 59 | −26  | Descenso a Regional                   |
| 16   | U. D. Llanera (D)        | 21   | 30 | 6  | 3  | 21 | 24 | 83 | −59  | Descenso a Regional                   |

 Fuente: Fútbol Regional

## Grupo 2

### Clasificación
| Pos. | Equipo                            | Pts. | PJ | G  | E | P  | GF | GC  | Dif. |                                       |
| ---- | --------------------------------- | ---- | -- | -- | - | -- | -- | --- | ---- | ------------------------------------- |
| 1    | S. D. Eibar "B" (C, A)            | 75   | 30 | 24 | 3 | 3  | 90 | 25  | +65  | Campeón, Ascenso a Segunda Federación |
| 2    | Burgos C. F.                      | 65   | 30 | 19 | 8 | 3  | 52 | 21  | +31  |                                       |
| 3    | Añorga K. K. E.                   | 62   | 30 | 19 | 5 | 6  | 72 | 32  | +40  |                                       |
| 4    | Oiartzun K. E.                    | 56   | 30 | 17 | 5 | 8  | 60 | 34  | +26  |                                       |
| 5    | Mulier F. C. N.                   | 52   | 30 | 16 | 4 | 10 | 50 | 35  | +15  |                                       |
| 6    | C. D. Arratia                     | 49   | 30 | 15 | 4 | 11 | 50 | 33  | +17  |                                       |
| 7    | C. D. Fundación Osasuna "C"       | 48   | 30 | 14 | 6 | 10 | 53 | 51  | +2   |                                       |
| 8    | U. D. Logroñés                    | 45   | 30 | 14 | 3 | 13 | 50 | 42  | +8   |                                       |
| 9    | C. D. Parquesol                   | 42   | 30 | 11 | 9 | 10 | 33 | 37  | −4   |                                       |
| 10   | Tolosa C. F.                      | 41   | 30 | 12 | 5 | 13 | 49 | 36  | +13  |                                       |
| 11   | Bizkerre C. F. "B" (D)            | 39   | 30 | 10 | 9 | 11 | 57 | 52  | +5   | Descenso a Regional                   |
| 12   | C. D. Salamanca F. F.             | 33   | 30 | 10 | 3 | 17 | 41 | 61  | −20  |                                       |
| 13   | S. D. San Ignacio                 | 32   | 30 | 9  | 5 | 16 | 37 | 63  | −26  |                                       |
| 14   | Berriozar C. F.                   | 28   | 30 | 8  | 4 | 18 | 38 | 66  | −28  |                                       |
| 15   | U. D. Mutilvera (D)               | 13   | 30 | 4  | 1 | 25 | 26 | 72  | −46  | Descenso a Regional                   |
| 16   | C. D. E. Monte Soccer Féminas (D) | 2    | 30 | 0  | 2 | 28 | 16 | 114 | −98  | Descenso a Regional                   |

 Fuente: Fútbol Regional
Notas:
1. ↑  Al Bizkerre C. F. "B" le perjudicó el descenso de su equipo matriz a esta categoría.

## Grupo 3

### Clasificación
| Pos. | Equipo                           | Pts. | PJ | G  | E  | P  | GF | GC | Dif. |                                       |
| ---- | -------------------------------- | ---- | -- | -- | -- | -- | -- | -- | ---- | ------------------------------------- |
| 1    | Fundació U. E. Cornellà (C, A)   | 66   | 30 | 21 | 3  | 6  | 65 | 25 | +40  | Campeón, Ascenso a Segunda Federación |
| 2    | Vic Riuprimer REFO F. C.         | 61   | 30 | 18 | 7  | 5  | 59 | 34 | +25  |                                       |
| 3    | C. F. Igualada                   | 56   | 30 | 16 | 8  | 6  | 54 | 25 | +29  |                                       |
| 4    | Villarreal C. F. "B"             | 52   | 30 | 15 | 7  | 8  | 65 | 45 | +20  |                                       |
| 5    | Zaragoza C. F. F. "B"            | 49   | 30 | 13 | 10 | 7  | 55 | 33 | +22  |                                       |
| 6    | U. D. Collerense                 | 46   | 30 | 13 | 7  | 10 | 51 | 40 | +11  |                                       |
| 7    | C. E. Seagull BDN                | 45   | 30 | 10 | 15 | 5  | 42 | 31 | +11  |                                       |
| 8    | Balears F. C. "B"                | 44   | 30 | 13 | 5  | 12 | 59 | 51 | +8   |                                       |
| 9    | A. D. Son Sardina                | 44   | 30 | 13 | 5  | 12 | 46 | 48 | −2   |                                       |
| 10   | S. E. AEM "B"                    | 42   | 30 | 10 | 12 | 8  | 41 | 31 | +10  |                                       |
| 11   | C. D. Fontsanta-Fatjó            | 41   | 30 | 12 | 5  | 13 | 49 | 55 | −6   |                                       |
| 12   | C. D. Valdefierro                | 34   | 30 | 9  | 7  | 14 | 28 | 46 | −18  |                                       |
| 13   | C. D. Riudoms                    | 30   | 30 | 7  | 9  | 14 | 35 | 47 | −12  |                                       |
| 14   | C. E. Sant Gabriel (D)           | 30   | 30 | 8  | 6  | 16 | 35 | 55 | −20  | Descenso a Regional                   |
| 15   | A. D. Stadium Casablanca (D)     | 17   | 30 | 4  | 5  | 21 | 19 | 59 | −40  | Descenso a Regional                   |
| 16   | Rayo Vallecano de Madrid "B" (D) | 6    | 30 | 1  | 3  | 26 | 18 | 96 | −78  | Descenso a Regional                   |

 Fuente: Fútbol Regional

## Grupo 4

### Clasificación
| Pos. | Equipo                          | Pts. | PJ | G  | E  | P  | GF | GC | Dif. |                                       |
| ---- | ------------------------------- | ---- | -- | -- | -- | -- | -- | -- | ---- | ------------------------------------- |
| 1    | C. F. Pozuelo de Alarcón (C, A) | 75   | 30 | 24 | 3  | 3  | 67 | 28 | +39  | Campeón, Ascenso a Segunda Federación |
| 2    | Murcia Féminas                  | 63   | 30 | 18 | 9  | 3  | 78 | 32 | +46  |                                       |
| 3    | Madrid C. F. F. "C"             | 58   | 30 | 17 | 7  | 6  | 83 | 36 | +47  |                                       |
| 4    | R. Betis "B"                    | 55   | 30 | 17 | 4  | 9  | 63 | 40 | +23  |                                       |
| 5    | C. F. La Nucía                  | 51   | 30 | 15 | 6  | 9  | 83 | 60 | +23  |                                       |
| 6    | U. D. Almería                   | 47   | 30 | 14 | 5  | 11 | 61 | 56 | +5   |                                       |
| 7    | A. D. Villaviciosa de Odón      | 46   | 30 | 13 | 7  | 10 | 67 | 57 | +10  |                                       |
| 8    | Dínamo Guadalajara              | 43   | 30 | 11 | 10 | 9  | 37 | 44 | −7   |                                       |
| 9    | Mislata C. F.                   | 41   | 30 | 11 | 8  | 11 | 47 | 46 | +1   |                                       |
| 10   | Alhama C. F. "B"                | 37   | 30 | 11 | 4  | 15 | 45 | 66 | −21  |                                       |
| 11   | Torrelodones C. F.              | 36   | 30 | 11 | 6  | 13 | 63 | 63 | 0    |                                       |
| 12   | E. M. F. Soliss Fuensalida      | 32   | 30 | 9  | 5  | 16 | 49 | 57 | −8   |                                       |
| 13   | C. D. Alba "B" (D)              | 26   | 30 | 6  | 8  | 16 | 31 | 59 | −28  | Descenso a Regional                   |
| 14   | Levante U. D. "C" (D)           | 26   | 30 | 8  | 2  | 20 | 35 | 77 | −42  | Descenso a Regional                   |
| 15   | C. F. SPA Alicante (D)          | 19   | 30 | 4  | 7  | 19 | 33 | 78 | −45  | Descenso a Regional                   |
| 16   | U. D. Aldaia C. F. (D)          | 15   | 30 | 4  | 3  | 23 | 25 | 68 | −43  | Descenso a Regional                   |

 Fuente: Fútbol Regional

## Grupo 5

### Clasificación
| Pos. | Equipo                               | Pts. | PJ | G  | E | P  | GF | GC | Dif. |                                       |
| ---- | ------------------------------------ | ---- | -- | -- | - | -- | -- | -- | ---- | ------------------------------------- |
| 1    | C. D. F. F. Olympia Las Rozas (C, A) | 81   | 30 | 26 | 3 | 1  | 92 | 16 | +76  | Campeón, Ascenso a Segunda Federación |
| 2    | Sportextremadura C. D.               | 77   | 30 | 24 | 5 | 1  | 82 | 14 | +68  |                                       |
| 3    | Las Rozas C. F.                      | 57   | 30 | 17 | 6 | 7  | 55 | 32 | +23  |                                       |
| 4    | Ciudad Alcalá C. F.                  | 51   | 30 | 14 | 9 | 7  | 61 | 35 | +26  |                                       |
| 5    | Cádiz C. F.                          | 51   | 30 | 16 | 3 | 11 | 55 | 37 | +18  |                                       |
| 6    | F. C. Málaga City                    | 49   | 30 | 14 | 7 | 9  | 47 | 40 | +7   |                                       |
| 7    | Sevilla F. C. "B"                    | 47   | 30 | 13 | 8 | 9  | 52 | 34 | +18  |                                       |
| 8    | Granada C. F. "B"                    | 47   | 30 | 14 | 5 | 11 | 43 | 40 | +3   |                                       |
| 9    | Futbolellas C. F. F. - Torrejón      | 45   | 30 | 13 | 6 | 11 | 47 | 35 | +12  |                                       |
| 10   | C. D. Samper - Coslada               | 39   | 30 | 11 | 6 | 13 | 50 | 54 | −4   |                                       |
| 11   | A. D. F. B. La Rambla                | 33   | 30 | 9  | 6 | 15 | 40 | 55 | −15  |                                       |
| 12   | Féminas Don Benito F. C. (D)         | 33   | 30 | 9  | 6 | 15 | 37 | 64 | −27  | Descenso a Regional                   |
| 13   | C. D. Castellón                      | 30   | 30 | 7  | 9 | 14 | 37 | 59 | −22  |                                       |
| 14   | Extremadura Femenino C. F. (D)       | 14   | 30 | 2  | 8 | 20 | 34 | 85 | −51  | Descenso a Regional                   |
| 15   | C. D. Oceja (D)                      | 11   | 30 | 2  | 5 | 23 | 15 | 77 | −62  | Descenso a Regional                   |
| 16   | San Fernando C. D. Isleño (D)        | 7    | 30 | 1  | 4 | 25 | 18 | 88 | −70  | Descenso a Regional                   |

 Fuente: Fútbol Regional

## Grupo 6

### Clasificación
| Pos. | Equipo                               | Pts. | PJ | G  | E | P  | GF  | GC  | Dif. |                                       |
| ---- | ------------------------------------ | ---- | -- | -- | - | -- | --- | --- | ---- | ------------------------------------- |
| 1    | U. D. Geneto Teide (C)               | 71   | 30 | 22 | 5 | 3  | 92  | 20  | +72  |                                       |
| 2    | C. D. Orientación Marítima (A)       | 69   | 30 | 22 | 3 | 5  | 113 | 51  | +62  | Campeón, Ascenso a Segunda Federación |
| 3    | C. D. Achamán Santa Lucía            | 67   | 30 | 22 | 1 | 7  | 109 | 32  | +77  |                                       |
| 4    | C. D. Peña de La Amistad             | 63   | 30 | 20 | 3 | 7  | 99  | 31  | +68  |                                       |
| 5    | U. D. La Palma Tarsa                 | 59   | 30 | 18 | 5 | 7  | 67  | 33  | +34  |                                       |
| 6    | C. D. Argual                         | 55   | 30 | 16 | 7 | 7  | 90  | 42  | +48  |                                       |
| 7    | U. D. San Antonio Pureza             | 55   | 30 | 16 | 7 | 7  | 91  | 45  | +46  |                                       |
| 8    | Fundación Canaria C. D. Tenerife "B" | 49   | 30 | 14 | 7 | 9  | 86  | 40  | +46  |                                       |
| 9    | C. D. Firgas                         | 44   | 30 | 12 | 8 | 10 | 52  | 41  | +11  |                                       |
| 10   | Unión Viera C. F. "B" (D)            | 38   | 30 | 11 | 5 | 14 | 61  | 54  | +7   | Descenso a Regional                   |
| 11   | C. F. Las Majoreras-Guayadeque       | 37   | 30 | 11 | 4 | 15 | 74  | 62  | +12  |                                       |
| 12   | Atlético Unión Güímar                | 36   | 30 | 11 | 3 | 16 | 51  | 59  | −8   |                                       |
| 13   | C. D. Cardones                       | 19   | 30 | 5  | 4 | 21 | 39  | 89  | −50  |                                       |
| 14   | C. D. Alenes (D)                     | 18   | 30 | 5  | 3 | 22 | 42  | 103 | −61  | Descenso a Regional                   |
| 15   | C. F. Panadería Pulido San Mateo (D) | 6    | 30 | 2  | 0 | 28 | 18  | 209 | −191 | No compitió en la siguiente temporada |
| 16   | F. C. Puerto del Carmen (D)          | −5   | 30 | 0  | 1 | 29 | 8   | 181 | −173 | No compitió en la siguiente temporada |

 Fuente: Fútbol Regional
Notas:
1. ↑  El U. D. Geneto Teide no pudo ocupar una vacante en la categoría superior porque le perjudicó la permanencia de la U. D. Costa Adeje Tenerife "B", sociedad vinculada.
2. ↑  Al Unión Viera C. F. "B" le perjudicó el descenso a esta categoría de su equipo matriz.
3. ↑  El F. C. Puerto del Carmen no finalizó la competición y sufrió un descenso federativo.